# Kim Wall (athlétisme)
Pour les articles homonymes, voir Kim Wall et Wall.
Kim Wall, née le 21 avril 1983, est une athlète britannique.

## Carrière
Kim Wall remporte la médaille d'or du 400 mètres aux Jeux de la Jeunesse du Commonwealth de 2000 et médaillée de bronze de la même épreuve aux Championnats d'Europe juniors d'athlétisme 2001. 
Elle est médaillée d'or du relais 4 x 400 mètres aux Championnats du monde juniors d'athlétisme 2000 et aux Championnats d'Europe juniors d'athlétisme 2001 et médaillée d'argent de la même épreuve aux Championnats du monde juniors d'athlétisme 2002 ainsi qu'aux Championnats d'Europe espoirs d'athlétisme 2003 et aux Championnats d'Europe espoirs d'athlétisme 2005.
Elle est médaillée d'argent du relais 4 × 100 mètres aux Jeux du Commonwealth de 2006, médaillée de bronze du relais 4 x 400 mètres aux Championnats d'Europe d'athlétisme en salle 2007 et médaillée d'argent de la même épreuve aux Championnats d'Europe d'athlétisme en salle 2009.